# Murray Halberg
Sir Murray Gordon Halberg MBE ONZ (Eketahuna, 7 de julho de 1933 – 30 de novembro de 2022) foi um atleta e campeão olímpico neozelandês.
Jogador de rugby na juventude, ele deixou o esporte para se dedicar ao atletismo depois de uma séria contusão durante um jogo, que deixou seu ombro esquerdo quebrado. Em 1951, ele começou a ser treinado pelo renomado técnico Arthur Lidyard, conhecido por sua visão inovadora de treinamentos para corredores de longa distância, que veio a ser o técnico de vários campeões olímpicos neozelandeses. Em 1954 o treinamento começou a surtir efeito, quando Halberg ganhou seu primeiro título.
Nos Jogos da Commonwealth de 1954, Halberg ficou com a quinta posição na milha e em Melbourne 1956 o décimo-primeiro nos 1500 m. Ele foi o primeiro neozelandês a correr a milha abaixo de quatro minutos e conquistou a medalha de ouro nas três milhas dos Jogos da Commonwealth de 1958, em Cardiff.
A partir de 1960 ele começou a se dedicar às corridas de fundo e entrou nos 5000 e 10000 m dos Jogos Olímpicos de Roma de 1960, conquistando a medalha de ouro nos 5000 metros no mesmo dia em que seu compatriota Peter Snell ganhava também o ouro nos 800 m. Encerrou sua carreira correndo os 10000 m em Tóquio 1964 e ficando na décima colocação.
Murray recebeu a Ordem do Império Britânico em 1961 e o título de Sir em 1968. Em junho de 2008, no Jubileu da Rainha Elizabeth, recebeu a mais alta honraria neozelandesa, a Ordem da Nova Zelândia.
Morreu em 30 de novembro de 2022, aos 89 anos de idade.